# Sundoreonectes
Sundoreonectes is een geslacht van straalvinnige vissen uit de familie van de bermpjes (Nemacheilidae).

## Soorten
- Sundoreonectes obesus (Vaillant, 1902)
- Sundoreonectes sabanus (Chin, 1990)
- Sundoreonectes tiomanensis Kottelat, 1990